# Lambert M. Surhone
Lambert M. Surhone ist der angebliche Name eines Mitherausgebers von mehr als 235.000 Books-on-Demand, deren Inhalte aus Wikipedia-Artikeln zusammengestellt wurden.

## Leben
Über das Leben von Surhone ist nichts bekannt. Darum wird spekuliert, dass es sich um eine fiktive Person oder ein Computerprogramm handeln könnte. Bei Recherchen der amerikanischen Autorin Pagan Kennedy habe ihr gegenüber 2011 der Eigentümer der damaligen VDM Publishing Group (jetzt OmniScriptum Publishing Group), Wolfgang Philipp Müller, per E-Mail mitgeteilt, Surhone sei ein Mensch und eine von etwa 40 Personen, die für den Verlag mit der Zusammenstellung von „WikiBooks“ beschäftigt seien. Als Mitherausgeber werden neben Surhone auch „Miriam T. Timpledon“ und „Susan F. Marseken“ sowie „Mariam T. Tennoe“ und „Susan F. Henssonow“ aufgeführt, zu denen ebenfalls nichts bekannt ist. Der Journalist Tobias Bolsmann bezweifelte 2010 die Existenz dieser Personen.

## Wirken und Kritik
Weil die von Surhone herausgegebenen Books-on-Demand Wikipedia-Inhalte aus inzwischen vergangenen Jahren in nicht redigierter Form enthalten, wird kritisiert, dass es sich um ein Geschäftsmodell handele, mit dem Käufern dieser Veröffentlichungen das Geld aus der Tasche gezogen werden soll. Durch die Angabe von Herausgebern würden die Titel als scheinbar edierte Bücher getarnt. Auf dem Cover der meisten Publikationen, die von Surhone herausgegeben werden, befindet sich ein roter Kreis, in dem steht: „High Quality Content by Wikipedia articles!“ (deutsch: „Hochwertiger Inhalt durch Wikipedia-Artikel!“); auf der Rückseite befindet sich oberhalb einer Zusammenfassung auf Deutsch der englischsprachige Hinweis: „Please note that the content of this book primarily consists of articles available from Wikipedia or other free sources online.“ (deutsch: „Bitte beachten Sie, dass der Inhalt dieses Buches hauptsächlich aus Artikeln besteht, die von Wikipedia oder aus anderen freien Quellen im Internet stammen.“). Diese Kennzeichnungen verhindern ein juristisches Vorgehen gegen solche Publikationen, zumal entsprechend der Lizenzierung der Wikipedia-Artikel auf den letzten Seiten jeder Publikation alle Bearbeiter sämtlicher Versionen der abgedruckten Wikipedia-Artikel aufgeführt werden.
Bibliothekare bemerken gelegentlich erst nach Einsichtnahme in gekaufte Titel, dass es sich um Wikipedia-Inhalte handelt. Der Bildungshistoriker Alexander-Martin Sardina, zu dem es zwei Publikationen von Surhone gibt, führt in seiner 2016 vorgelegten Dissertation aus, dass Surhones Veröffentlichungen „in keinem Fall zitierfähig“ seien, aber die Anzahl dieser Publikationen in wissenschaftlichen Bibliotheken zunehmen werde, weil „Anschaffungen zunehmend automatisiert nach Bibliografien oder ohne fachliche Überprüfung erfolgen“.
Im Jahr 2010 hatte der Medienwissenschaftler Stefan Weber 417 Titel in deutschen Universitätsbibliotheken gezählt.

## Veröffentlichungen (Auswahl)
Bei Amazon Deutschland waren über die Jahre 236.306 (Stand: Januar 2011) bzw. noch mehr als 12.500 Veröffentlichungen (Stand: April 2014) Surhones verfügbar. Der Rückgang der bei Amazon gelisteten Titel kann als Hinweis auf ein Auslaufen des Geschäftsmodells gewertet werden. In der folgenden Liste werden nur Titel aufgeführt, die gemäß KVK in deutschen Bibliotheken nachgewiesen wurden. Dieser Ausschnitt aus Surhones Zusammenstellung aus den Jahren 2009 bis 2011 von in Wikipedia in der Regel aktuelleren Inhalten soll das Spektrum der von ihm zusammengestellten Titel und Inhalte deutlich werden lassen.
- Absäumung, Hiebreife, Forstwirtschaft, Rohstoff, Artenschutz, Bodenschutz, Klimaschutz, Gewässerschutz, Forest Stewardship Council
- Absturz (Informatik): Computer, Computerprogramm, Interaktion, Benutzer, Betriebssystem, Anwendungsprogramm, Programmabbruch
- Abszessdrainage: Drainage (Medizin), Operation, Minimal-invasive Chirurgie, Endoskop, Anastomose, Zyste (Medizin), Thoraxdrainage, Perkutane transhepatische Drainage
- Abtasttheorie: Theorem, Nachrichtentechnik, Signalverarbeitung, Informationstheorie, Claude Elwood Shannon, Kanalkapazität
- Abtei Maria Laach: Abtei, Kloster, Kirchengebäude, Basilika, Narthex, Kreuzgang, Romanik, Pius XI., Basilica minor
- Abthausen: Serbien, Vojvodina, Zapadna Bačka, Novi Sad, DDSG, Donauschwaben
- Abtritt: Kanalisation, Sickergrube, Kompost, Komposttoilette, Donnerbalken, Vakuumtoilette, anaerobe Abwasserreinigung
- Abu Nuwas: Dichter, arabische Literatur, Swahili, Nasreddin Hodscha, Dschuha, Harun ar-Raschid, Kalif, Tausendundeine Nacht
- Aby Warburg: Kunsthistoriker, Kulturwissenschaft, Liste bekannter Kunsthistoriker, Kunstwissenschaft, Kunsterziehung, Warburg Institute
- Abyei: Sudan, Gharb Kurdufan, Liste der sudanesischen Bundesstaaten, Liste der Distrikte im Sudan, Südsudan, Abyei (Distrikt)
- Accenture: Unternehmensberatung, Managementberatung, Outsourcing, Dublin, Lünendonk-Liste
- Active Torque Transfer System: Honda, Rad, Radius, Kraft, Ruderboot, Riemen, Geschwindigkeit
- Adidas: Unternehmenssitz, Herzogenaurach, Nike, DAX, Frankfurter Wertpapierbörse, Rudolf Dassler, Adolf Dassler
- Adobe Flash Catalyst: Beta-Version, Adobe Systems, Benutzeroberfläche, Rich Internet Application, Adobe Flash Player, Adobe AIR, User Interface Design
- Adolf Quensen: Historismus, Kirchenmaler, Maler und Lackierer, Kirchenmalerei, Restaurierung, Expressionistische Kirchenmalerei
- Adolf von Dalberg: Speyer, Kellereischloss Hammelburg, Fürstabt, Kloster Fulda, Schloss Fasanerie, Amand von Buseck, Heilig-Geist-Kirche
- Adolf von Nassau (Oranien): Dillenburg, Schlacht von Heiligerlee, Graf, Herzogtum Nassau, Wilhelm, Juliana zu Stolberg, Wilhelm I.
- Adriana Hölszky: Komponist, Pianist, Bach-Preis der Freien und Hansestadt Hamburg, Villa Massimo, Schneider-Schott Musikpreis Mainz, GEDOK, Ensemblia
- Akademisches Gymnasium (Hamburg): Gelehrtenschule des Johanneums, Akademisches Gymnasium, Gymnasium illustre
- Akutes Nierenversagen: chronisches Nierenversagen, Niere, hepatorenales Syndrom
- Alain Fleischer: Regisseur, Schriftsteller, Fotograf
- Albert Kalthoff: Deutsch-Französischer Krieg, Sulechów, Geistliches Ministerium
- Alexander-Martin Sardina: Politikwissenschaft, Hamburgische Bürgerschaft
- Alfred Faust: Redakteur, Bremer Bürger-Zeitung, Rat der Volksbeauftragten
- Alfred Hensen: Architekt, Baubeamter, Dombaumeister
- Alfred Manessier: Maler, Liebfrauenkirche, Allerheiligenkirche
- Alessandro Ottaviano de Medici: Papst, Römisch-katholische Kirche, Medici
- Alexander-Martin Sardina. Politikwissenschaft, Hamburgische Bürgerschaft.
- Allgemeiner Sozialer Dienst: Achtes Buch Sozialgesetzbuch, Zwölftes Buch Sozialgesetzbuch, Bürgerliches Gesetzbuch
- AviSynth: frameserver, list of video editing software, VirtualDub, Adobe Premiere Pro
- Bachelorarbeit: wissenschaftliche Arbeit, Master-Thesis, Bachelor, Hochschulprüfung, Hochschulen
- Behavioral enrichment: environmental enrichment, stereotypical behavior, captivity, animal sanctuary, animal testing, sensory system
- Digital Pen: Digital Paper, Acoustic Tablet, Aiptek Hyperpen
- The Emergency (Ireland): World War II, Irish government, Emergency Powers Act 1939, state of emergency, Anglo-Irish War, Anglo-Irish Treaty
- Gnuplot: Command Line, Function (mathematics), Operation System, UNIX, Linux
- Hydra (Operating System): Microkernel, operating system, AmiQNX
- ISO 11783: communication protocol, AX.25, address resolution protocol
- Matrix population models: population ecology, population, matrix algebra, mark and recapture, asurvival rate
- Mbone. IP Multicast, Internet Protocol, 3GPP Long Term Evolution
- Microsoft forefront unified access gateway: Microsoft forefront, Microsoft security essential, Microsoft intelligent application, gateway
- Nat King Cole: Pianist, Penthouse Serenade, Nat King Cole Sings for Two in Love, Unforgottable, Just One of those Things
- National instruments: Automatic Test Equipment, Virtual Instrumentation, LabWindows/CVI, LabView, National Instruments Electronics Workbench Group, Instrument Control, Machine Vision, Mechatronics
- National Palace Museum of Korea: Gyeongbokgung, National Museum
- Natural computing: artificial neural network, evolutionary algorithm, swarm intelligence, artificial immune system, artificial life, DNA computing, quantum computing
- Near field communication: high frequency, proximity card, radiofrequency identification, mobile phone, magnetic field, loop antenna, radio frequency, Manchester code, mobile payment, Ecma international
- Neogeography: Google Maps, Google Earth, Open Street Map, Web Mapping, Cybercartography, GeoRSS, Geoweb, GPX, GPS eXchange Format
- Neuroimmunology: neuroscience, nervous system, immunology
- New states of Germany: Germany, states of Germany, German reunification, old states of Germany, East Germany, Saxony-Anhalt, Thuringia, Saxony, Mecklenburg-Vorpommern, Brandenburg
- NMR spectroscopy of stereoisomers: absolute configuration, stereoisomers, alkene, entantiomer, diastereomer, nmr spectroscopy
- Non-linear least squares: least squares, nonlinear regression, linear least squares, errors and residuals in statistics, gradient, Gauss-Newton Algorithm, parabola
- Norman Jewson: architect, arts, and crafts movement, Owlpen Manor, Richard Norman Shaw, Edwin Lutyens, Society for the Protection of Ancient Buildings, Rodmarton Manor, Chipping Campden
- North East Aircraft Museum: New England Air Museum, Aviation, RAF Usworth
- Nuremberg laws: Nuremberg principles, Nuremberg Code, Nazi Germany, Nazi Party, Anti-Jewish Legislation in Prewar Nazi Germany, Nazism and Race, Nazi Boycott of Jewish Businesses
- Objectivity (frame invariance): Euclidean space, coordinate vector
- Old Uyghur Alphabet: Old Turkic Language, Tarim Basin, Sogdian Alphabet, Manichaeism
- Oligonucleotide synthesis: solid-phase synthesis, DNA, DNA sequencing, RNA, Small interfering RNA, Nucleoside, Nucleic acid, Nucleotide, Phosphoramidite, sense
- Online NMF: non-negative matrix factorization, principal components analysis, singular value decomposition
- Ontology Learning: Information Extraction, Ontology (Computer Science), Text Corpus, Terminology Extraction, Part-of-Speech Tagging
- OpenCV: Computer Vision, Intel Corporation, Willow Garage
- OpenFOAM: computational fluid dynamics, continuum mechanics, GPL
- OpenLayers: JavaScript, Capaware, Chameleon (GIS)
- Oromo people: Ethiopia, Kenya, Somalia, Oromo Language, Cushitic Languages, Tigray Region, Lamu Island, Horn of africa, Semitic Languages, Gadaa, Jimma, Millennium, Ahmad ibn Ibrahim al-Ghazi
- Overtone: Resonance, Harmonic series, Overtone singing, Jew's harp, Harmonic, Combination Tone, Scale of Harmonics
- Paperless Office: office of the future, publicist, personal computer, bookkeeping, photocopier, word-processing
- Parville manuscript: manuscript, bauyn manuscript, harpsichord, Jean-Henri d'Anglebert
- Paul of Middelburg: bishop of Fossombrone, Signoria of Venice, Bishopric of Fossombrone
- Payment: money, direct debit, credit, wire transfer, mobile payment, postdated, cash, credit card, MasterCard
- POSIX threads: POSIX, thread (computer science), application programming interface, FreeBSD, NetBSD, Mac OS X, Microsoft Windows
- Predictive analytics: financial services, travel, healthcare, credit history, loan application, predictive modeling, forecasting, marketing, effectiveness
- Pre-Production: filmmaking, film, film industry, principal photography, film budgeting, production board, Production strip, screenplay, screenwriting, shooting, schedule storyboard
- Professional sports: amateur sports, mass media, sport, sportspeople
- Prometheus: Greek mythology, Titan, Iapetus, Thamis, Atlas, Epimetheus, Menoetius, Zeus, Theogony
- Public Housing Estates in Ngau Tau Kok and Kowloon Bay
- QR Code: barcode, Denso, Japan, mobile phone, mobile tagging, object hyperlinking, open format
- Raimonds Pauls: Iḷǵuciems, Orchestra
- Recurrent neural network: neural network, directed cycle, feedforward neural networks
- Reinforcement learning: bounded rationality, Markov decision process, dynamic programming, supervised learning, training let, inductive bias, concept learning, handwriting recognition
- Renewable energy in Africa: developing country, Africa, renewable energy, Desertec, avoiding dangerous climate change
- Richardson-Lucy Deconvolution: Deconvolution, Iterative Procedure, Convolution, Point Spread Function, Poisson Distribution, Photon Noise, Maximum Likelihood
- Robbie Rowlands: Victorian College of the arts, Car Stereo Wars, Hany Armanious
- Rothamsted experimental station: agricultural experiment station, Park Grass Experiment, Harpenden, John Bennet Lawes, Victorian Era
- Roman Catholic Diocese of Fulda: diocese, Hessen, suffragan diocese, archdiocese, Paderborn, bishop, cathedral, episcopal see
- Roman catholicism in North Korea: Workers Party of Korea, Changchung Cathedral, religion in Korea, religion in North Korea
- Rootkit: Computer Software, Computer Program, Computer Security, Operating System, Trojan Horse
- Rubicon: Julius Caesar, Newspapers
- Saar-Offensive: Saarland, Phoney War, The Blitz, Operation Overlord
- Sales tax: consumption tax, point of sale, percentage, tax exemption, excise, gross receipts tax, value added tax
- Sales taxes in the United States: tax, sales tax audit, use tax, tax-free shopping, welfare economics, regressive tax, necessity good
- Same-sex marriage in California: California Supreme Court, California Marriage Equality Act, history of marriage in California, in re marriage cases
- Sandstone: Arenite, Sedimentary Rock, Mineral, Quartz, Feldspar, Topography, Collyhurst. Percolation, Aquifer, Petroleum Reservoir, Limestone, Earthquake, Particle Size, Argillaceous Minerals
- Security sector reform: security sector, human security, judical reform, prison reform, right- financing, disarmament, demobilization and reintegration
- Segway PT: dicycle, electric vehicle, Dean Kamen
- Shopping mall: retailing, strip mall, International Council of Shopping Centers, outlet store, food court, department store, dead mall
- Short-time Fourier transform: window function, complex analysis, instantaneous phase, modified discrete cosine transform, wavelet series, multiresolution analysis, Nyquist frequency
- Shot noise: electronic noise, electron, photon, electronics, telecommunications
- Solar Thermal Collector: Solar Collector, Sunlight, Solar Water Heating, Solar Energy, Electrical Generator, Solar Thermal Energy, Solar Cooker, Solar Heating, Seasonal Thermal Store
- Space architecture: outer space, aerospace architecture, extreme environment, astronaut, human spaceflight
- Specific Language Impairment: communication disorders
- State income tax: income tax, progressive tax, social security (United States), alternative minimum tax, payroll tax, income tax in the United States
- Subscriber identity module: international mobile subscriber, identity, mobile phone, international mobile, equipment identity, SIM lock, SIM cloning, Dual SIM
- Swarm (Simulation): Agent-based Model, Intelligent Agent, Emergence, Santa Fe Institute, Swarm Development Group, Agent-based social simulation
- Sykes-Picot Agreement: Ottoman empire, World War I, François Georges-Picot, Mark Sykes, McMahon-Hussein correspondence, Balfour Declaration of 1917, Syrian National Congress
- Syngenta: SIX Swiss Exchange, Pesticides, Agribusiness, Imperial Chemical Industries, AstraZeneca, Genetically Modified Organism
- Tag cloud: Stewart Butterfield, Flickr, Delicious, Technorati, Concordance, Folksonomy, Social Bookmarking
- Talend: Open Source, Data integration, Enterprise software, Data Warehouse
- Talend open studio: extract, transform, load, IBM InfoSphere DataStage, Ab Initio, Oracle fusion middleware
- Tax accounting in the United States: tax, accountancy, generally accepted accounting principles
- Tax Law: government, economic, tax, capital gains, law school, law school in the United States
- Thea von Harbou: Düsseldorf, Weimar, Chemnitz, Aachen, Rudolf Klein-Rogge, The Indian Tomb, Veit harlan, Emil Jannings
- Tiandihui: organized crime, freemasonry, tong, triad, five elders, fraternity
- Tobias Mayer: astronomer, Esslingen am Neckar, University of Göttingen, mapmaking
- Topic Maps: Findability, International Organization for Standardization, Semantic Web, Concept Map, Mind Map, Resource Description Framework, Unified Modeling Language
- Transnational cinema: film studies, globalization, postcolonialism, postnationalism, consumerism, auteurs
- Tubulin: protein, microtubule, molecular mass, isoelectric point, dimer, eukaryote, hydrolysis, neuron, cytoskeleton, motor protein
- Type physicalism: philosophy of mind, mental event, physicalism, anomalous monism, type-token distinction, epistemology, logical positivism, phenomenalism, sense, behaviorism, ullin place
- Unlawful combatant: prisoner of war, Fourth Geneva Convention, Third Geneva Convention, Combatant Status Review Tribunal, Military Commissions Act of 2006, Seton Hall reports
- Unresolved complex mixture: petroleum, gas- liquid chromatography, benchmark (crude oil), alkane, cycloalkane, hydrocarbons, petrochemistry
- Usability: Interaction, Knowledge Transfer, Psychology, Physiology, Market Research, ergonomics, User-centered Design, Accessibility, Jakob Nielson, Usability Testing, Usability Testing
- Utterance: uttering and publishing, speech, multilingualism, language, spoken language, communication, written language, writing system, speech act, speech processing
- Uranium-235
- Value stream mapping: lean manufacturing, lead time, lean software development, Microsoft Visio
- Variational Method: Quantum Mechanics, Stationary State, Variational Principle, Wave Function, Expectation Value, Upper and Lower Bounds, Self-Adjoint Operator, Continuous Spectrum
- Verkehrssicherheit: Verkehrsträger, Verkehrsunfall, Straßenbau, Straßenverkehrsrecht, Fahrzeugsicherheit
- Vernacular architecture of the Carpathians: folk, peasan, Carpathian mountains, foothills, articular church, burdei, gablet, wooden churches in Ukraine, wooden churches in Maramureş, Carpathian wooden church
- Victorian house: British colonies, industrial revolution, arts and crafts movement
- Video podcast: video on demand, Atom (standard), RSS enclosure, RSS, web television, podcast, digital media, enhanced podcast, social media, ITunes
- Visual analytics: information visualization, scientific visualization, user interface, interactive visualization, computer graphics, interaction
- Vršac: Serbia, South Banat district, neolithic, vinča culture, starčevo culture, Bulgarian empire, Kingdom of Hungary, Banat, Vojvodina, hallstatt culture, christianization
- Vtiger CRM: Open source, customer relationship management, SugarCRM, Salesforce
- Waithood: insert subtitle Middle East Youth Initiative, education in the Middle East and North Africa, unemployment, youth exclusion
- Walid Raad: Rochester Institute of Technology, University of Rochester, Venice Biennale, Whitney Biennal
- Walter Mosley: anisfield wolf award, easy rawlins, devil in a blue dress, blue light (novel)
- Warehouse Management System: Supply Chain, Warehouse, Automated Identification and Data Capture, RFID, Enterprise Resource Planning, Wave Picking
- WebSockets: Transmission Control Protocol, Push Technology, Internet Mail Standard
- Wicked problem: C. West Churchman, Horst Rittel, Melvin M. Webber, business decision mapping, critical thinking
- Wikileaks: Website, CamelCase, Web Page, Web Browser, Markup, Language, WYSIWYG
- The wisdom of crowds: James Surowiecki, anecdote, Francis Galton, crowd psychology, sampling (statistics), Charles Mackay
- Women's Football in Germany: German Football Association, Football Boots, TuS Wörrstadt
- X3D: ISO-Standard, XML, File Format, 3D Computer Graphics, VRML, Open Inventor
- Xinjiang ground-jay: bird, corvidae, habitat loss, endemism, chordata
- Xinjiang Production and Construction Corps: Xinjiang Uyghur Autonomous Region, People's Republic of China, Xinjiang
- Xinjiang raid: East Turkistan Islamic Movement, Akto County, Pamirs, Afghanistan, East Turkestan Independence Movement
- XML for Analysis: Data Mining, SOAP, XML, Microsoft, Hyperion Solutions Corporation
- XRM: Customer Relationship Management, Personal Information Management, Contact Management Software
- Yael Bartana: Bezalel Academy of Arts and Design, Afula, Amsterdam, Tel Aviv, Contemporary Art
- Zong Mobile Payments: Zong Mobile Payments, Mobile Payment, Monetization, Mobile Operators, Telecommunication, Mobile Communication, Payment